# Masayuki Suzuki taste of martini tour 2014 〜Step 1.2.3〜
『Masayuki Suzuki taste of martini tour 2014 〜Step 1.2.3〜』（マサユキ スズキ テイスト オブ マティーニ ツアー 2014 ステップ ワン ツー スリー）は、2015年5月27日に発売された鈴木雅之のライブ・ビデオ。

## 解説
2014年に全国27か所を廻ったツアーから、圧巻のパフォーマンスを魅せた、11月15日の神奈川県民ホール公演の模様を完全収録。このツアーでは「幸せな結末」「歌うたいのバラッド」など、同年9月にリリースされた鈴木のカバー・アルバム『DISCOVER JAPAN II』収録曲の数々や鈴木の代表曲が披露された。「縁」や「つながり」を大切にする気持ち、“歌”を歌い繋ぐことで蘇る、時空を超えたサウンド・トリップ。そんな想いをステージに込めた、鈴木の魅力が詰まった映像作品。作品には特典映像として「鈴木雅之ツアーグッズコレクション」が収められている。

## 収録曲
| 全編曲: 小松秀行。 |                                      |                    |                    |
| #                  | タイトル                             | 作詞               | 作曲               |
| 1.                 | 「Opening 〜 タイムトラベル」        | 松本隆             | 原田真二           |
| 2.                 | 「接吻」                             | 田島貴男           | 田島貴男           |
| 3.                 | 「コイン・ランドリー・ブルース」     | トシ・スミカワ     | 増田俊郎           |
| 4.                 | 「月のあかり」                       | 下田逸郎           | 桑名正博           |
| 5.                 | 「さよならいとしのBaby Blues」       | 安藤秀樹           | 安藤秀樹           |
| 6.                 | 「それでもふたり」                   | 大下きつま         | 安部恭弘           |
| 7.                 | 「ためいき」                         | 大下きつま         | 松尾清憲           |
| 8.                 | 「幸せな結末」                       | 多幸福             | 大瀧詠一           |
| 9.                 | 「十三夜」                           | さだまさし         | さだまさし         |
| 10.                | 「You Go Your Way」                  | 小山内舞           | 豊島吉宏           |
| 11.                | 「夜明け前の浜辺」                   | 大瀧詠一           | 大瀧詠一           |
| 12.                | 「Interlude」                        | 高尾直樹、有坂美香 | 鈴木雅之、小松秀行 |
| 13.                | 「ヘイヘイブギ」                     | 藤浦洸             | 服部良一           |
| 14.                | 「恋は陽気にスィングで」             | 井田誠一           | 服部良一           |
| 15.                | 「め組のひと」                       | 麻生麗二           | 井上大輔           |
| 16.                | 「街角トワイライト」                 | 湯川れい子         | 井上忠夫           |
| 17.                | 「トゥナイト」                       | 湯川れい子         | 井上忠夫           |
| 18.                | 「ランナウェイ」                     | 湯川れい子         | 井上忠夫           |
| 19.                | 「路（交差点）」                     | 大下きつま         | 安雲公亮           |
| 20.                | 「LOVE MACHINE」(アンコール)         | 西尾佐栄子         | 松尾清憲           |
| 21.                | 「違う、そうじゃない」(アンコール)   | 朝水彼方           | 中崎英也           |
| 22.                | 「恋人」(アンコール)                 | 西尾佐栄子         | 松尾清憲           |
| 23.                | 「歌うたいのバラッド」(アンコール)   | 斉藤和義           | 斉藤和義           |
| 特典映像.          | 「鈴木雅之ツアーグッズコレクション」 |                    |                    |